# سیارک ۱۸۱۷۵
سیارک ۱۸۱۷۵ (به انگلیسی: 18175 Jenniferchoy، نامگذاری:2000QB15) هجده هزار و صد و هفتاد و پنجمین سیارک کشف شده‌است که در ۲۴ اوت ۲۰۰۰ کشف شد.
قدر مطلق سیارک برابر 15.5 است.